# Spellemannprisen 1974
Der Spellemannpris 1974 war die dritte Ausgabe des norwegischen Musikpreises Spellemannprisen. Die Nominierungen berücksichtigten Veröffentlichungen des Musikjahres 1974. Die Verleihung der Preise fand am 5. April 1975 statt. Den Ehrenpreis („Hedersprisen“) erhielt Nora Brockstedt.

## Verleihung
Die Verleihung fand am 5. April 1975 im Chateau Neuf in Oslo statt. In der Jury saßen Ella Arntsen vom Norsk rikskringkasting (NRK), Synne Skauen vom Arbeiderbladet, Fin Jor von der Aftenposten, Kjell Bækkelung von Verdens Gang, Erik Hansen vom Morgenbladet und Eivind Solberg. Die Verleihung wurde im NRK übertragen, Jon-Anders Helseth moderierte die Veranstaltung.

## Gewinner
| Kategorie                                | Gewinner                        | Werk                            |
| ---------------------------------------- | ------------------------------- | ------------------------------- |
| Barneplate (Kinderplatte)                | Rigmor Lange, Sven Lange        | Colargol                        |
| Gammeldansplate (Gammeldans-Platte)      | Sven Nyhus kvartett og sekstett | Sven Nyhus kvartett og sekstett |
| Gruppe                                   | Stiftelsen                      | Kva hjelp det å syngje          |
| Instrumentalplate (Instrumental-Platte)  | Ketil Bjørnstad                 | Berget det blå                  |
| Jazzplate (Jazz-Platte)                  | Stokstad/Jensen trad. Band      | Mer glajazz                     |
| Juryens hederspris (Ehrenpreis der Jury) | Nora Brockstedt                 | –                               |
| Kvinnelig Artist (Künstlerin)            | Karin Krog                      | Gershwin                        |
| Mannlige Artist (Künstler)               | Odd Børretzen                   | Odd Børretzen                   |
| Seriøse plate (Seriöse Platte)           | Valenkoret, Sverre Valen        | Fjell-Noreg                     |
| Viseplate (Weisen-Platte)                | Alf Cranner                     | Trykt i år                      |

## Nominierte
Barneplate
- Lillebjørn med venner: og Fia hadde sko
- Margrethe Munthe: Kjære kom og dans med meg
- Rigmor Lange, Sven Lange: Colargol

Gammeldansplate
- Asbjørn Bjørkens kvartett: Dans i dalom
- Steinar Botten: Carl Jularbo's beste
- Sven Nyhus kvartett og sekstett: Sven Nyhus kvartett og sekstett

Gruppe
- Folque: Folque
- Prudence: No 3
- Stiftelsen: Kva hjelp det å syngje

Instrumentalplate
- Frode Thingnæs: Feelin alright
- Ketil Bjørnstad: Berget det blå
- Øystein Sunde: Klå

Jazzplate
- Christiania jazzband: The world is waiting
- Stokstad/Jensen trad. Band: Mer glajazz
- Ytre Suløens Jazzensemble: Ytre Suløens Jazzensemble

Kvinnelig Artist
- Karin Krog: Gershwin
- Kirsti Sparboe: Kirsti Sparboe
- Laila Dalseth

Mannlige Artist
- Benny Borg: Mine låter på min måte
- Odd Børretzen: Odd Børretzen
- Stein Ingebrigtsen: Tilbake til naturen

Seriøse plate
- Arve Tellefsen: Fartein Valens fiolinkonsert
- Musikkselskabet Harmoniens Orkester, Karsten Andersen: Klassisk norsk musikk og nyere norsk musikk
- Valenkoret, Sverre Valen: Fjell-Noreg

Viseplate
- Alf Cranner: Trykt i år
- Lars Klevstrand: Twostep og blå ballader
- Stein Ove Berg: Kommer nå